# David Hemery
David Hemery (n. 18 iulie 1944, Cirencester, Anglia, Regatul Unit) este un atlet ce a reprezentat Regatul Unit al Marii Britanii și al Irlandei de Nord, medaliat olimpic. A participat la două ediții ale Jocurilor Olimpice (1968, 1972) în care a câștigat o medalie de aur și o medalie de bronz în proba de 400 m garduri și o medalie de argint în proba de 4x400 m.

## Palmares
| An   | Competiție           | Locație                   | Loc | Eveniment     | Note    |
| ---- | -------------------- | ------------------------- | --- | ------------- | ------- |
| 1966 | Campionatul European | Budapesta, Ungaria        | 9   | 110 m garduri | 14,2    |
| 1968 | Jocurile Olimpice    | Ciudad de México, Mexic   | 1   | 400 m garduri | 48,12   |
| 1968 | Jocurile Olimpice    | Ciudad de México, Mexic   | 5   | 4x400 m       | 3:01,21 |
| 1969 | Campionatul European | Budapesta, Ungaria        | 2   | 110 m garduri | 13,7    |
| 1972 | Jocurile Olimpice    | München, Germania de Vest | 3   | 400 m garduri | 48,52   |
| 1972 | Jocurile Olimpice    | München, Germania de Vest | 2   | 4x400 m       | 3:00,46 |